# Lorryia frekei
Lorryia frekei är en spindeldjursart som först beskrevs av Momen och Lundqvist 1996. Lorryia frekei ingår i släktet Lorryia, och familjen Tydeidae. Arten är reproducerande i Sverige.